# Équipe cycliste AT85 Pro Cycling
L'équipe cycliste AT85 Pro Cycling est une équipe continentale britannique, active entre 2017 et mars 2023. 

## Histoire de l'équipe
L'équipe Bike Channel-Canyon est lancée le 1er décembre 2016 et est issue d'un rapprochement entre la chaîne de télévision Bike Channel et de la marque de cycles Canyon. Le dirigeant de l'équipe et certains coureurs sont recrutés en provenance de l'équipe Pedal Heaven, qui a été dissoute après seulement un an d'existence en tant qu'équipe continentale à la fin de la saison 2016. Bike Channel-Canyon est officiellement lancée en 2017, avec une licence d'équipe continentale. Le 1er janvier 2018, l'équipe annonce qu'Eisberg devient co-sponsor après le départ de Bike Channel.
L'équipe connait deux premières saisons réussies. Max Stedman gagne en 2017 et 2018 le Tour de Quanzhou Bay. Harry Tanfield remporte la première étape du Tour de Yorkshire 2018, ce qui lui permet de signer avec l'équipe World Tour Katusha-Alpecin. L'équipe s'adjuge le général des Tour Series. Charlie Tanfield devient champion du monde de poursuite par équipes et remporte une médaille d'or en poursuite individuelle aux Jeux du Commonwealth. Il est également sacré champion de Grande-Bretagne du contre-la-montre espoirs. Au Tour de Grande-Bretagne, l'équipe obtient trois tops 10, Max Stedman termine vingtième au classement général et Alex Paton remporte le classement des sprints sponsorisé par Eisberg.
De 2019 à 2021, dhb, un fabricant de vêtements de sport, est le sponsor titre. En 2019, l'équipe obtient plusieurs podiums au Royaume-Uni et en Europe. Parmi les principaux résultats, elle remporte les Tour Series pour la deuxième année consécutive, décroche un top 10 du Tour de Yorkshire et le Tour de Grande-Bretagne, ainsi que le maillot des sprints au Tour de Grande-Bretagne pour la deuxième fois.
En décembre 2020, Elverson a annoncé que l'équipe avait acquis le parrainage du fabricant britannique de lunettes de soleil SunGod et que le nom de l'équipe pour la saison de course 2021 deviendrait Canyon dhb SunGod. En 2022, la plateforme d'investissement WiV est nommé sponsor titre. La société d'investissement AT85 devient le nouveau sponsor principal pour la saison 2023, mais l'équipe doit cesser ses activités dès le 17 mars 2023 en raison de problèmes du sponsor.

## Principales victoires

### Championnats du monde
- Championnats du monde sur piste : 1
  - Poursuite par équipes : 2018 (Charlie Tanfield)

### Championnats internationaux
- Jeux du Commonwealth : 1
  - Poursuite individuelle : 2018 (Charlie Tanfield)

### Courses d'un jour
- Arno Wallaard Memorial : 2019 (Alexandar Richardson)
- Paris-Troyes : 2022 (Robert Scott)

### Courses par étapes
- Tour de Quanzhou Bay : 2017 et 2018 (Max Stedman)
- Tour of Antalya : 2020 (Max Stedman)
- Tour de la Mirabelle : 2022 (Robert Scott)

### Championnats nationaux
- Championnats de Grande-Bretagne sur route : 1
  - Contre-la-montre espoirs : 2018 (Charlie Tanfield)

## Classements UCI
L'équipe participe aux circuits continentaux et principalement à des épreuves de l'UCI Europe Tour. Les tableaux ci-dessous présentent les classements de l'équipe sur les différents circuits, ainsi que son meilleur coureur au classement individuel.
UCI America Tour
| UCI America Tour | UCI America Tour       | UCI America Tour                          | UCI America Tour |
| Année            | Classement par équipes | Meilleur coureur au classement individuel |                  |
| ---------------- | ---------------------- | ----------------------------------------- | ---------------- |
| 2022             | -                      | Benjamin Perry (27e)                      |                  |
|                  |                        |                                           |                  |
| Source : UCI     |                        |                                           |                  |

UCI Asia Tour
| UCI Asia Tour | UCI Asia Tour          | UCI Asia Tour                             | UCI Asia Tour |
| Année         | Classement par équipes | Meilleur coureur au classement individuel |               |
| ------------- | ---------------------- | ----------------------------------------- | ------------- |
| 2017          | 67e                    | Harry Tanfield (187e)                     |               |
| 2018          | 64e                    | Max Stedman (193e)                        |               |
|               |                        |                                           |               |
| Source : UCI  |                        |                                           |               |

UCI Europe Tour
| UCI Europe Tour | UCI Europe Tour        | UCI Europe Tour                           | UCI Europe Tour |
| Année           | Classement par équipes | Meilleur coureur au classement individuel |                 |
| --------------- | ---------------------- | ----------------------------------------- | --------------- |
| 2017            | 78e                    | Harry Tanfield (487e)                     |                 |
| 2018            | 92e                    | Harry Tanfield (413e)                     |                 |
| 2019            | 36e                    | Rory Townsend (270e)                      |                 |
| 2020            | 36e                    | Max Stedman (219e)                        |                 |
| 2021            | 47e                    | Matthew Bostock (465e)                    |                 |
| 2022            | 28e                    | Rory Townsend (376e)                      |                 |
| 2023            | 80e                    | -                                         |                 |
|                 |                        |                                           |                 |
| Source : UCI    |                        |                                           |                 |

UCI Oceania Tour
| UCI Oceania Tour | UCI Oceania Tour       | UCI Oceania Tour                          | UCI Oceania Tour |
| Année            | Classement par équipes | Meilleur coureur au classement individuel |                  |
| ---------------- | ---------------------- | ----------------------------------------- | ---------------- |
| 2018             | 15e                    | Ryan Christensen (77e)                    |                  |
| 2019             | -                      | Ryan Christensen (36e)                    |                  |
| 2020             | -                      | Brenton Jones (48e)                       |                  |
| 2021             | -                      | Ryan Christensen (24e)                    |                  |
|                  |                        |                                           |                  |
| Source : UCI     |                        |                                           |                  |

L'équipe est également classée au Classement mondial UCI qui prend en compte toutes les épreuves UCI et concerne toutes les équipes UCI.
| Classement mondial | Classement mondial     | Classement mondial                        | Classement mondial |
| Année              | Classement par équipes | Meilleur coureur au classement individuel |                    |
| ------------------ | ---------------------- | ----------------------------------------- | ------------------ |
| 2017               | -                      | Harry Tanfield (599e)                     |                    |
| 2018               | -                      | Harry Tanfield (634e)                     |                    |
| 2019               | 67e                    | Rory Townsend (332e)                      |                    |
| 2020               | 62e                    | Max Stedman (268e)                        |                    |
| 2021               | 74e                    | Ryan Christensen (462e)                   |                    |
| 2022               | 51e                    | Benjamin Perry (325e)                     |                    |
| 2023               | 144e                   | -                                         |                    |
|                    |                        |                                           |                    |
| Source : UCI       |                        |                                           |                    |

## AT85 Pro Cycling en 2023
| Effectif 2023                         | Effectif 2023     | Effectif 2023    | Effectif 2023                        |
| Cycliste                              | Date de naissance | Pays             | Équipe précédente                    |
| ------------------------------------- | ----------------- | ---------------- | ------------------------------------ |
| Stuart Balfour (1 janv.–17 mars)      | 13 mai 1997       | Royaume-Uni      | Ribble Weldtite Pro Cycling (2022)   |
| Toby Barnes (1 janv.–17 mars)         | 21 décembre 2001  | Royaume-Uni      |                                      |
| Ross Birrell (1 janv.–17 mars)        | 17 octobre 2003   | Royaume-Uni      |                                      |
| Jim Brown (1 janv.–17 mars)           | 2 octobre 2000    | Royaume-Uni      | Club Cycliste d'Étupes (2020)        |
| Finn Crockett (1 janv.–17 mars)       | 30 juin 1999      | Royaume-Uni      | Ribble Weldtite Pro Cycling (2022)   |
| Sam Culverwell (1 janv.–17 mars)      | 5 octobre 2000    | Royaume-Uni      | Trinity Racing (2022)                |
| Zack Gilmore (1 janv.–17 mars)        | 29 avril 1999     | Australie        | ARA Pro Racing Sunshine Coast (2022) |
| Christopher Lawless (1 janv.–17 mars) | 4 novembre 1995   | Royaume-Uni      | TotalEnergies (2022)                 |
| Robert Scott (1 janv.–17 mars)        | 24 juillet 1998   | Royaume-Uni      | Team Wiggins Le Col (2019)           |
| Max Stedman (1 janv.–17 mars)         | 22 mars 1996      | Royaume-Uni      | MG.K Vis Colors For Peace VPM (2022) |
| Matthew Teggart (1 janv.–17 mars)     | 8 janvier 1996    | Irlande          | VC Villefranche Beaujolais (2021)    |
| Kiaan Watts (1 janv.–17 mars)         | 27 juillet 2001   | Nouvelle-Zélande | Global 6 Cycling (2022)              |
| Josh Whitehead (1 janv.–17 mars)      | 1 juin 2000       | Royaume-Uni      |                                      |
| Oliver Wood (1 janv.–17 mars)         | 26 novembre 1995  | Royaume-Uni      | JLT Condor (2018)                    |
| Reece Wood (1 janv.–17 mars)          | 28 mai 1998       | Royaume-Uni      | Team Wiggins (2018)                  |
| Euan Woodliffe (1 janv.–17 mars)      | 18 janvier 2004   | Royaume-Uni      |                                      |
|                                       |                   |                  |                                      |
| Source : ProCyclingStats              |                   |                  |                                      |